# Холлистер (аэропорт)
Аэропорт Фрейзер-Лейк (англ. Frazier Lake Airpark), (FAA LID: 1C9) — небольшой аэропорт, расположенный в населённом пункте Холлистер, округ Сан-Бенито (Калифорния), США.
Аэропорт не имеет собственных зданий и контрольной диспетчерской вышки.